# Kfz-Innenraum

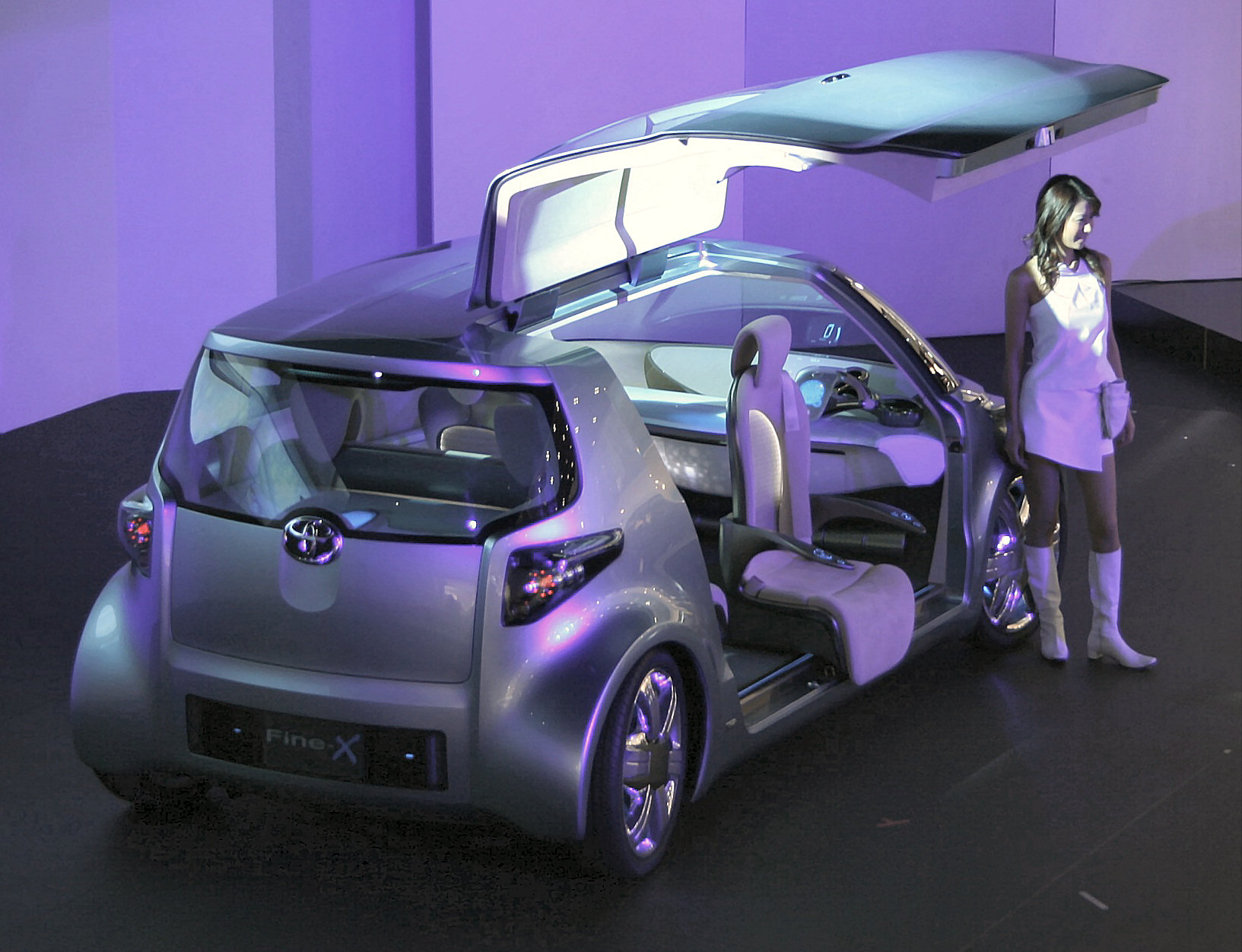
Präsentation des Innenraums eines Toyota Fine-X (TMS 2005)

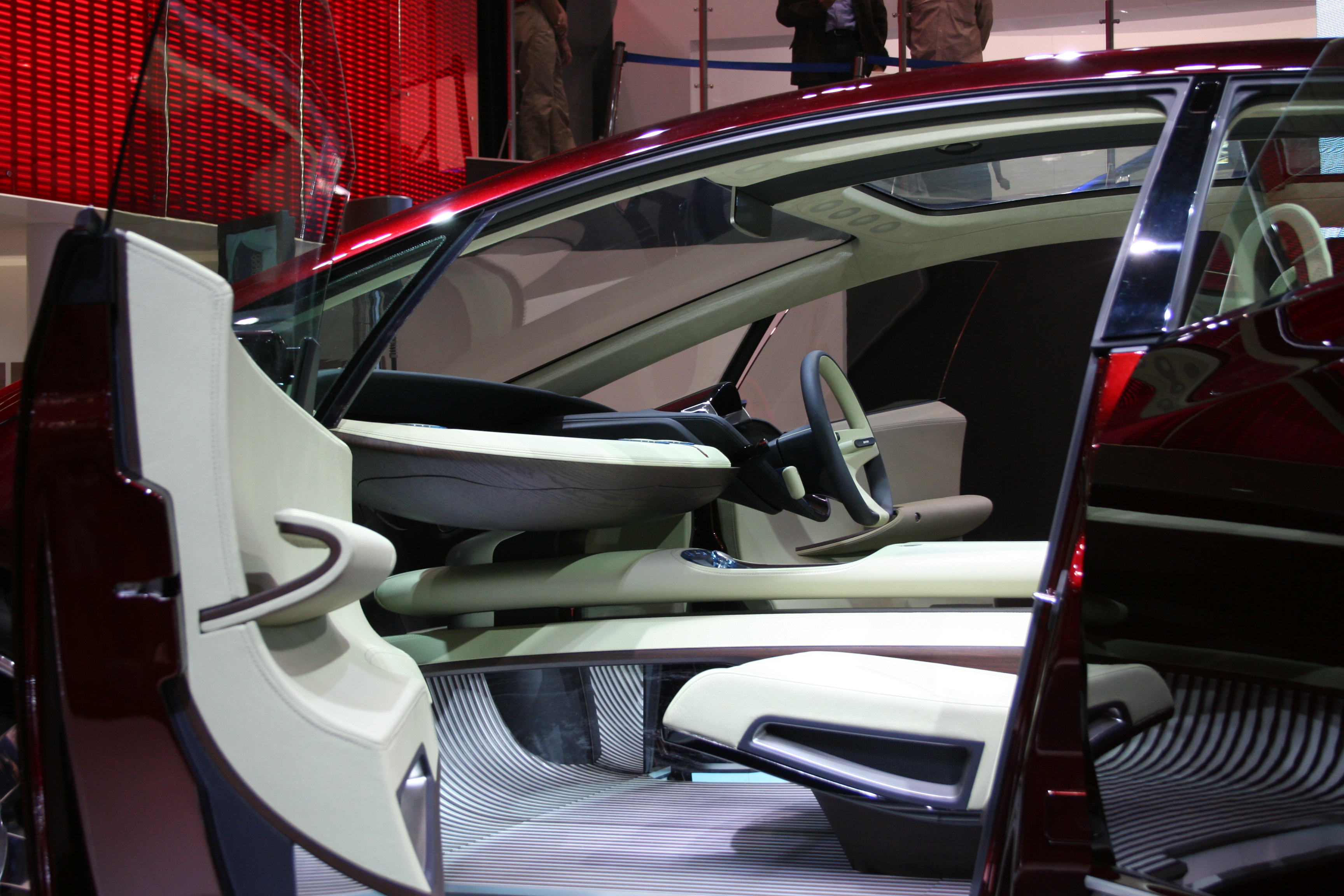
Innenraum-Design Font eines Honda FCX (TMS 2005)

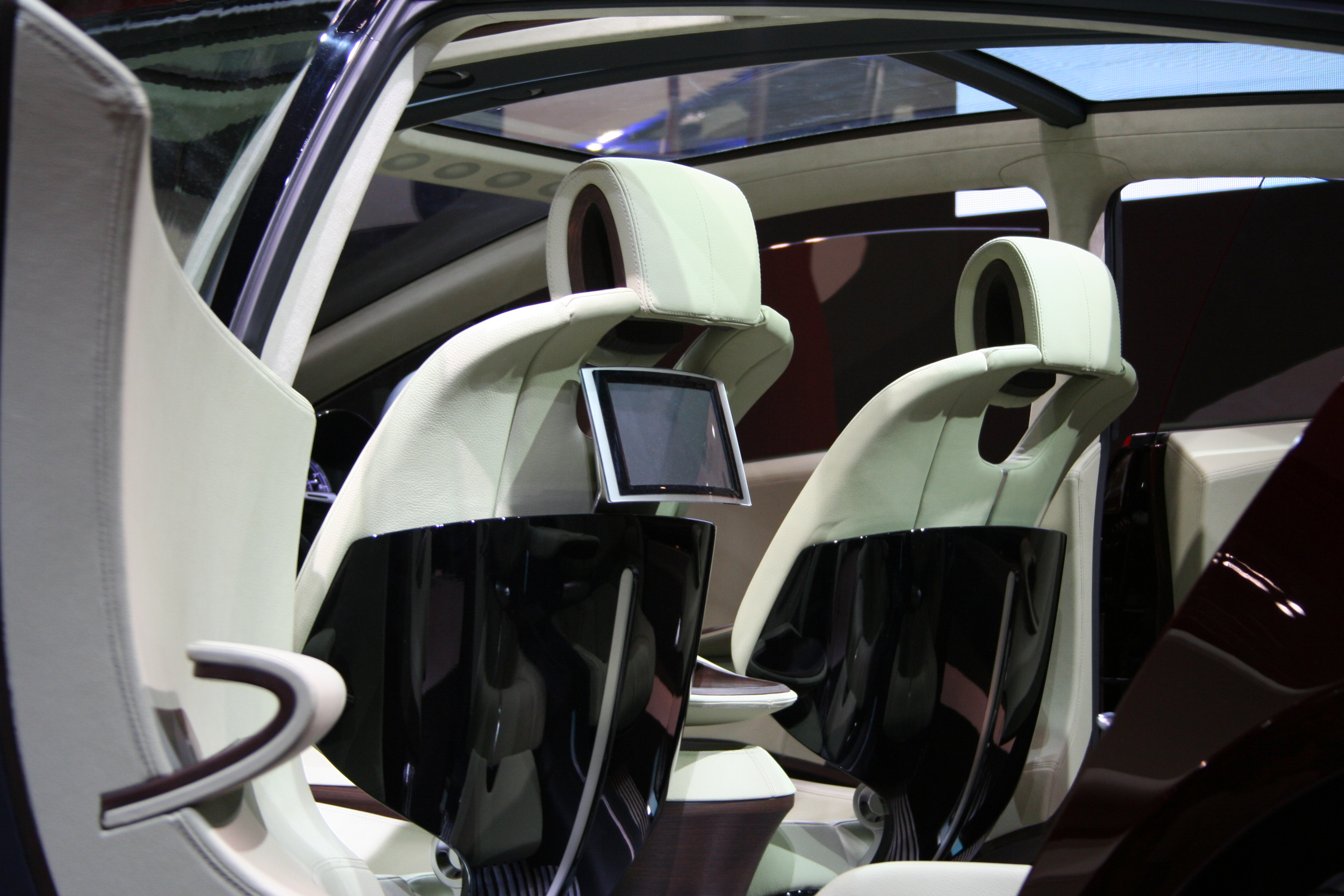
Innenraum-Design Rücksitzbereich eines Honda FCX (TMS 2005)

Der Passagierbereich eines Kraftfahrzeugs wird als Innenraum bezeichnet. Er umfasst den umbauten Raum mit seinen Innenmaßen sowie die Innenverkleidungen, Sitze, Sitzbänke (i. A. Rücksitzbank), Armaturenbrett, sonstige Armaturen und Bedienelemente, und eine oder mehrere Bordspannungssteckdosen. Der Kofferraum wird ebenfalls hinzugerechnet.
Der Innenraum kann geschlossen (Limousine, Kombi) oder zu öffnen sein (Cabrio).
Ein Motorrad hat i. A. keinen Innenraum, sofern es kein Kabinenroller ist; ein Lkw kann hinter den Sitzen einen Ruheliegen-Bereich besitzen. Sein Innenraum wird auch Fahrerkabine, Führerhaus oder Fahrerhaus genannt. Ein Reisebus hat statt eines Kofferraums einen sog. Gepäckraum (auch: Gepäckabteil), der i. A. nicht zum Innenraum gezählt wird.

## Innenmaße
Die Größe des Innenraums ist v. a. abhängig vom vorgesehenen Verwendungszweck (Marktsegment), für welchen das Fahrzeug entworfen wird. In Pkws sind 1, 2 oder 3 Reihen zu je 2–3 Sitzplätzen üblich, in Lkw nur eine Reihe. Es sind die Körpermaße einer überdurchschnittlich großen Person sowie die übliche Sitzhaltung zu berücksichtigen, was „geschlossene“ Autos unter ca. 110 cm Höhe unmöglich macht.

## Design
Als direkte Umgebung des Fahrers und der Beifahrer ist der Innenraum der wesentliche Erlebnisbereich. Seine Gestaltung (Design) ist somit für die Autohersteller von sehr hoher Bedeutung. Der Innenraum wird insbesondere in folgenden Bereichen gestaltet:
- Bedienergonomie: Anordnung, Form und Zugänglichkeit aller Bedienelemente (Lenkrad, Pedale, Schalter, Knöpfe, sonstige Elemente) sowie aller Informationsvermittler (Anzeigen, Signallämpchen)
- Sitzergonomie: Polsterung und -form, Federhärte, Heizung/Kühlung, Freiheitsgrade der Einstellung
- Farbgestaltung/Farbgebung
- Formgebung
- Haptik: Rauheit, Glattheit, Maserung von Oberflächen
- Geräuschgestaltung: Lärmdämmung zum Motorraum, zu den Radhäusern, zur Umgebung; Auswahl von Signalen an den Fahrer; Bediengeräusche (Türenschließen u. ä.), Radio/Soundsystem
- Geruch
- Heizung/Klimatisierung: Strömungswege der Luftzirkulation

Der Hersteller versucht in diesen Gestaltungsdisziplinen, den Innenraum so weit als möglich den üblichen Wünschen der Käufer-Zielgruppe anzupassen, wobei auch die Herstellungskosten zu berücksichtigen sind.